# Doyen de Guildford

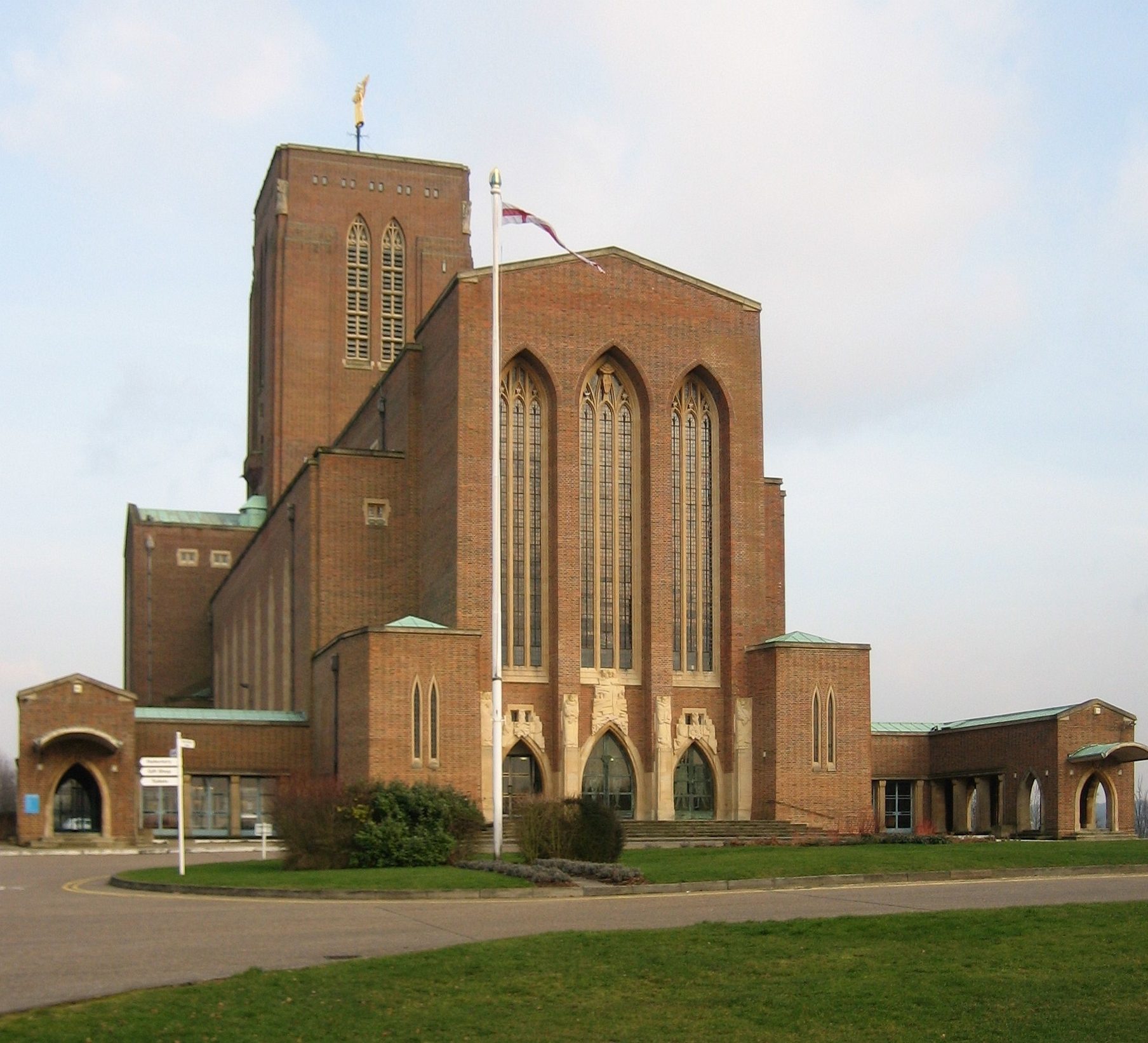
Cathédrale de Guildford

Le doyen de Guildford (Dean of Guildford en anglais) est le chef (primus inter pares - premier parmi ses pairs) du Chapitre de chanoines qui dirige la cathédrale de Guildford (Cathedral Church of the Holy Spirit). La cathédrale est l'église mère du diocèse de Guildford et le siège de l'évêque de Guildford. Le doyen actuel est Dianna Gwilliams, qui a été installée le 15 septembre 2013.

## Liste des doyens
- 1961–1965 George Clarkson
- 1968–1986 Tony Bridge
- 1987–2001 Alex Wedderspoon
- 2002–2012 Victor Stock
- 31 juillet 2012–4 septembre 2013 Nicholas Thistlethwaite (Doyen intérimaire)
- 4 septembre 2013–présent Dianna Gwilliams [2]

## Sources
- Window on Woking – 1927 Diocese of Guildford Bishops Deans and Archdeacons of Dorking